# فابیو گونزالس
فابیو گونزالس (انگلیسی: Fabio González؛ زادهٔ ۱۲ فوریهٔ ۱۹۹۷) بازیکن فوتبال اهل اسپانیا است.
از باشگاه‌هایی که در آن بازی کرده‌است می‌توان به باشگاه فوتبال لاس پالماس اشاره کرد.